# Бистрик (притока Брустурянки)
Бистрик — струмок (річка) в Україні у Тячівському районі Закарпатської області. Ліва притока річки Брустурянки (басейн Дунаю).

## Опис
Довжина струмка приблизно 4,85 км, найкоротша відстань між витоком і гирлом — 3,37  км, коефіцієнт звивистості річки — 1,44 . Формується багатьма гірськими струмками.

## Розташування
Бере початок на південно-західних схилах гори Латундур (1443,3 м). Тече переважно на північний захід понад горою Свідова (1424,7 м) і у присілку села Лопухів впадає у річку Брустурянку, ліву притоку річки Тересви.